# 2-Aminofluoren
2-Aminofluoren ist eine chemische Verbindung aus der Gruppe der aromatischen Amine.

## Vorkommen
2-Aminofluoren wurde in Kokereirohgas nachgewiesen.

## Gewinnung und Darstellung
2-Aminofluoren kann durch Reaktion von 2-Nitrofluoren mit Hydrazinhydrat gewonnen werden.

## Eigenschaften
2-Aminofluoren ist ein beiger geruchloser Feststoff, der praktisch unlöslich in Wasser ist.